# Nová Ves (Lázně Bělohrad)

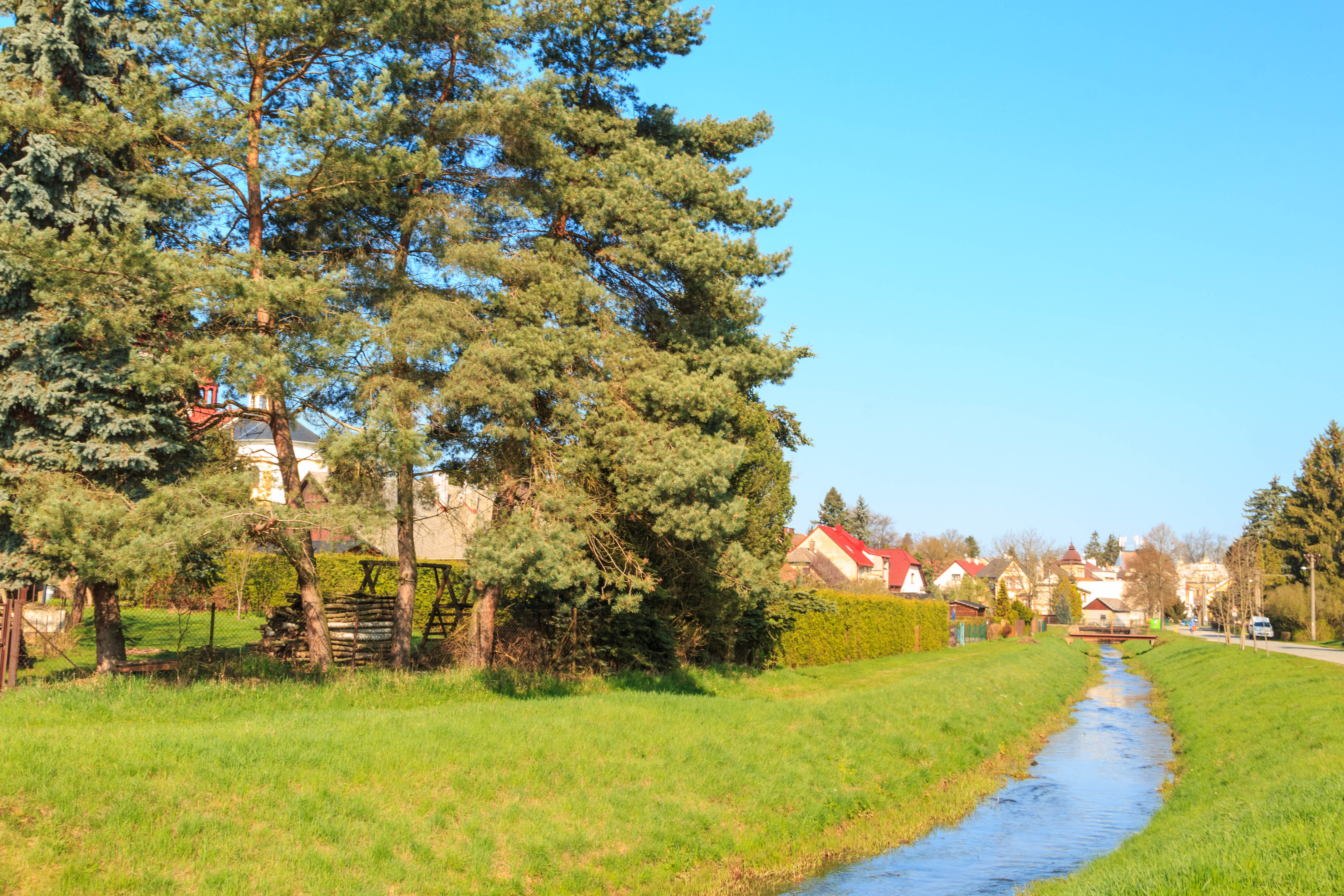
Javorka v Dolní Nové Vsi

Nová Ves je původní vesnice na říčce Javorka, na jejímž základě vzniklo dnešní lázeňské město Lázně Bělohrad. První zprávy jsou z roku 1354, kdy uprostřed osady stávala dřevěná tvrz Koštofrank, dřevěný kostel a škola. Panství patřilo Bořkům z Nové Vsi. Roku 1543 koupil osadu Jindřich Škopek z Bílých Otradovic, který na místě dřevěné tvrze vystavil novou kamennou tvrz.